# Bombla
Bombla [ˈbɔmbla] est un village polonais de la gmina de Korycin dans le powiat de Sokółka et dans la voïvodie de Podlachie. Il se situe à environ 20 kilomètres au sud-est de Korycin, à 24 kilomètres à l'ouest de Sokółka et à 28 kilomètres au nord de Białystok. 